# Saldinia proboscidea
Saldinia proboscidea är en måreväxtart som beskrevs av Bénédict Pierre Georges Hochreutiner. Saldinia proboscidea ingår i släktet Saldinia och familjen måreväxter.
Artens utbredningsområde är Madagaskar. Inga underarter finns listade i Catalogue of Life.